# أدريان شو
أدريان شو (بالإنجليزية: Adrian Shaw)‏ (13 أبريل 1966 في المملكة المتحدة - ) هو مدرب كرة قدم ولاعب كرة قدم بريطاني في مركز الدفاع. لعب مع نادي تشيسترفيلد ونادي يورك سيتي ونوتينغهام فورست ونادي غاينسبورو ترينيتي ونادي هاليفاكس تاون وبريدلينغتون تاون ‏.

## وصلات خارجية
- أدريان شو على موقع قاعدة بيانات كرة القدم.إي يو (الإنجليزية)